# Эддериц
Эддериц (нем. Edderitz) — община в Германии, в земле Саксония-Анхальт. 
Входит в состав района Кётен. Подчиняется управлению Зюдлихес Анхальт.  Население составляет 1229 человек (на 31 декабря 2006 года). Занимает площадь 10,26 км².
Община подразделяется на 2 сельских округа.